# Małżeństwo w III Rzeszy

Trzecia Rzesza uznawała oficjalnie tylko seksualne czynności reprodukcyjne, ignorując natomiast przyjemność zmysłową. Więzy emocjonalne miały łączyć jednostkę z państwem, narodem i Führerem, a nie z drugim człowiekiem.
Według narodowego socjalizmu instytucja małżeństwa nie służyła do przeżywania indywidualnego szczęścia. Miłość nie była sprawą prywatną. W ideologii narodowo-socjalistycznej gloryfikowano ją jako „świątynię” wyższych wartości. W praktyce III Rzeszy miała ona do spełnienia określone cele. W celu wsparcia seksualności w służbie ideologii rasowej i poprzedzającej wojnę „bitwy o rozrodczość”, regulowano także życie płciowe, o którym decydowali sami partnerzy.
Rola ojców została ograniczona do funkcji prokreacyjnej, więc pod osłoną narodowosocjalistycznego państwa mogli wycofać się z życia rodzinnego. Dla nich małżeństwo było jedynie „zapleczem seksualnym”. W małżeńskiej wspólnocie życiowej mężczyźni znajdowali „to czego im potrzeba”: mieszkanie oraz nakryty stół.
W małżeńskim życiu erotycznym kobieta miała się podporządkować mężowi i umożliwić mu zaspokojenie żądzy cielesnej. Ciążę, poród i połóg musiała znosić jako konsekwencję swoich małżeńskich obowiązków seksualnych.
Dopóki rodzina była porządna, płodna i wychowywała dzieci zgodnie z wolą reżimu, narodowosocjalistyczne państwo nie interesowało się moralnością małżonków. Wizyta ojca rodziny u prostytutki nie przynosiła ujmy dobrej reputacji jego rodziny.

## Poradnie małżeńskie
Narodowosocjalistyczne państwo powołało też do życia poradnie małżeńskie, które udzielały narzeczonym rad w kwestiach „zdrowia dziedzicznego i rasowego”. Prawie nikt nie przychodził jednak dobrowolnie. Do 1936 roku „sprawdzanie zdolności do małżeństwa” spoczywało wyłącznie w rękach urzędników stanu cywilnego. Później każda zapowiedź małżeństwa musiała być zgłoszona w urzędach zdrowia, które sprawdzały czy narzeczeni lub ich rodziny nie są negatywnie notowani w kartotekach genetycznych. Jeśli władze coś znalazły, narzeczeni wzywani byli na stosowne badania, a w przypadku gdy się nie zgłosili na nie, nie dostawali zezwolenia na zawarcie małżeństwa.
Poradnie małżeńskie przyjmowały narzeczonych raz lub dwa razy w tygodniu. Ponadto lekarze i higienistki poddawali pary szczegółowym badaniom w ramach „poradnictwa dla przyszłych małżonków”. To „świadectwo zdrowia” miało być gwarancją tego, że „działalność seksualna” małżeństwa będzie przebiegać także po myśli państwa. Sprawdzano zdolność do prokreacji i sprawność seksualną jako warunki wypełniania obowiązków małżeńskich, rodność, płodność, impotencję, ewentualne perwersje, ale również przewidywaną zdolność do wychowywania dzieci w wierności reżimowi. U mężczyzn zwracano dodatkowo uwagę na osiągnięcia w pracy zawodowej, u kobiet na predyspozycje do roli pani domu i matki. Jeśli opinia o zdolności do małżeństwa wypadła negatywnie, lekarz mógł poradzić zainteresowanej osobie, żeby poszukała sobie jednak innego partnera bądź partnerki. Ktoś, zdrowy według kryteriów „genetycznych”, wcale nie musiał być „godny prokreacji”, a tym samym „zdatny do małżeństwa”. Za nienadających się do małżeństwa uchodzili ludzie, którzy cierpieli na kamicę moczową lub nerkową. Przed zawarciem małżeństwa należało koniecznie usunąć żylaki.
W poradniach mężczyźni i kobiety poddawani byli ekspertyzie nie jako konkretne osoby, lecz w kontekście ich związków rodzinnych. Członków rodziny odnotowywano na „tablicy genealogicznej”. Żeby sprawdzić dane, zasięgano informacji u władz, w szpitalach, zakładach opiekuńczych i w miejscowościach organizacyjnych NSDAP. Ustaloną w ten sposób „wartość genetyczną” zapisywano w kartotece i pozostawiano reżimowi do oceny.

## Polityka pronatalistyczna
Między 1939 a 1945 rokiem na froncie przebywało 71% wszystkich ojców. W czasie wojny straciło życie blisko pięć milionów żołnierzy niemieckich. Wielu z nich nie miało nawet 20 lat.
W tym kontekście łatwo zrozumieć dlaczego dla ideologów nazistowskich rodzina stała się wspólnotą powołaną w celu płodzenia żołnierzy. Małżeństwa zobowiązano do pomnażania „rasy aryjskiej”. Zdaniem Hermanna Göringa kobiety miały być zapładniane w małżeńskiej sypialni niczym „klacze rozpłodowe”. Narodziny dziecka i macierzyństwo uległy językowej militaryzacji. Na „froncie rodzenia” w sali porodowej kobiety toczyły takie same bitwy o dalsze istnienie narodu niemieckiego jak ich mężowie na froncie zachodnim czy wschodnim.
Ponieważ przeznaczeniem kobiet jest rodzenie żołnierzy w sypialni mogły one być szczęśliwe tylko wtedy, kiedy były również płodne. Ich wartość zależała od tego, czy oddawały swoje ciała na służbę państwa. Narodowościowe państwo odebrało kochankom prawo do kontaktów wolnych od wszelkiej odpowiedzialności wobec rasy i wspólnoty narodowej. Ciała kochanków stały się własnością „wspólnoty narodowej”. Małżeństwo miało odtąd spełniać cele polityczne. Dla narodowych socjalistów małżeństwo spełniało podwójną rolę. Z jednej strony było ono w pewnym sensie narkotykiem, środkiem uspokajającym, który ma powstrzymywać jednostki od krytyki życia politycznego. Jednocześnie jednak mężczyźni i kobiety musiały jednak w małżeństwie podporządkować swoją seksualność zadaniu kultywowania rasy” i „produkować” dzieci potrzebne do realizacji planów wojennych narodowych socjalistów. Tworząc niezbędne warunki do tego, by na świat przychodziło dużo dzieci, władze wzięły pod swą szczególną opiekę „dziedzicznie zdrowe”, płodne „niemieckie małżeństwo”. Państwo niemieckie pomagało młodym małżeństwom w znalezieniu mieszkania. Jeśli małżonkowie zarabiali zbyt mało to korzystali z ulg podatkowych i otrzymywali dodatki na utrzymanie oraz naukę szkolną swoich dzieci. Zalecano zawieranie małżeństw w młodym wieku, w ten sposób narodowy socjalizm chciał doprowadzić do tego, żeby każda niemiecka kobieta urodziła czworo dzieci, zapewniając tym samym utrzymanie równowagi ludnościowej. Aby ułatwić dziewczętom wchodzenie w codzienne zadania małżeńskie, reichfrauenführerin Gertrud Scholtz-Klink zaangażowała się w szkolenie młodych żon. Mutterdienst w cały kraju oferowały kursy pielęgnacji niemowląt i ekonomicznego gospodarowania. Polityce pronatalistycznej sprzyjał też wprowadzony zakaz reklamy prezerwatyw.
Ci, którzy odmawiali wprzęgnięcia swej seksualności w służbę państwa byli karani. Bezdzietni i nieżonaci urzędnicy musieli się tłumaczyć, dlaczego jeszcze nie mają potomstwa lub stałego partnera. Jeśli tego nie zrobili, otrzymywali karne przeniesienia, nie dostawali dożywotniego mianowania lub byli pomijani przy awansach. Nieżonaci mężczyźni, a od 1938 roku także bezdzietne małżeństwa musieli płacić za „odmowę prokreacji” karny podatek w wysokości 10% dochodów.
Aby skłonić kobiety do rodzenia dzieci, odebrano im możliwość swobodnej aktywności poza kuchnią i domem. W kwietniu 1933 roku zawieszone zostały w czynnościach wszystkie urzędniczki i dwa miesiące później je zwolniono. Naziści nie tolerowali adwokatek i lekarek. Od 1935 roku kobietom nie wolno też było prowadzić praktyk dentystycznych. Na mocy ustawy z 28 grudnia 1933 odsetek studentek na uniwersytetach niemieckich ograniczony został do 10%. Wypierając kobiety z życia zawodowego, władze pragnęły rozwiązać problem bezrobocia, jak również malejącej liczby urodzeń. Od 1933 roku narodowosocjalistyczne państwo popierało zawieranie małżeństw, przyznając kredyty nowożeńcom. Jeśli dochód męża nie wystarczał na zagospodarowanie, a kobieta zobowiązała się, że po ślubie zrezygnuje z miejsca pracy, zawarcie małżeństwa mogło być nagrodzone sumą do 1000 marek. Pożyczka mogła być „spłacona w dzieciach”. Za każde dziecko darowano 25 procent przyznanej kwoty. Po przyjściu na świat czwartego dziecka dług był umarzany. Przy przyznawaniu pożyczek nie brano jednak pod uwagę kobiet – kredyt wypłacany był mężczyźnie i tylko on mógł nim dysponować, polityka kredytowa powodowała siłą rzeczy uzależnienie kobiet od mężów. Poza tym przy składaniu wniosku należało przedłożyć zaświadczenie o płodności od ginekologa. W gabinetach ginekologicznych młodym kobietom znacznie częściej stawiało się diagnozę negatywną niż podczas porównywalnych badań, którym poddawano przyszłych mężów. Złymi wynikami tych przedślubnych badań lekarze mogli także uzasadnić przymusową sterylizację pacjentek. Dlatego po upływie krótkiego czasu od wprowadzenia kredytów dla młodych małżeństw wiele par zrezygnowało z ubiegania się o tę formę pomocy.
Zdaniem ideologów narodowego socjalizmu powołaniem kobiety ustanowionym przez Boga było macierzyństwo. Emancypacja to wyzwolenie kobiety od życia zawodowego. Kobieta może wypełnić swe naturalne przeznaczenie dopiero wtedy, kiedy nie jest już narażona na szkodliwe wpływy świata pracy. Każde inne znaczenie emancypacji uchodziło w oczach władzy za „żydowskie podjudzanie narodu”. Dla władzy kobiety miały być wierzące, kultywujące i pielęgnujące wartości, czyste i praktyczne. W systemie ról przypisanym obu płciom w nazistowskim państwie myślenie nie należało do zadań kobiety. Jej wkład polegał na podporządkowaniu się mężczyźnie i wspieraniu go. Najważniejszym wyznacznikiem kobiecości była zdolność rodzenia dzieci. Poczęcie i urodzenie dziecka uważano za heroiczne punkty kulminacyjne życia kobiety. Kobieta walczyła w sali porodowej niczym żołnierz na froncie. Jeśli była zdrowa, miała „pochodzenie aryjskie” i dysponowała „wartościowym materiałem genetycznym”, to jej odpowiedzialność w ramach narodowego państwa polegała na ilościowym powiększaniu rasy aryjskiej. Szczególnie „produktywne” matki odznaczano Honorowym Krzyżem Niemieckiej Matki – członkowie Hitlerjugend i członkinie Bund Deutscher Mädel musiały je pozdrawiać na ulicy, okazywać im szacunek. Odznaczone kobiety miały pierwszeństwo w urzędach, zajmowały honorowe miejsca podczas uroczystości państwowych i partyjnych, a w tramwajach i pociągach inni pasażerowie musieli im ustępować miejsca.

## Małżeństwa biologiczne
W październiku 1935 roku ogólnokrajowe kierownictwo NSDAP zachęcało przywódców Hitlerjugend i Bund Deutscher Mädel do popierania wolnej miłości w podległych ich grupach młodzieży. Zwłaszcza członkiniom BDM należało zachęcająco przedstawić jednorazowe, niezobowiązujące stosunki seksualne z chłopcami z HJ lub esesmanami jako „biologiczne małżeństwo”. Dla wielu dziewcząt „biologiczne małżeństwo” było pierwszym doświadczeniem seksualnym. Jesienią następnego roku około 1000 dziewcząt z BDM wróciło z norymberskiego zjazdu partii w ciąży. Rok później w Saksonii około 51 procent młodych ludzi miało za sobą przedmałżeńskie kontakty seksualne, a w katolickim Monachium aż 90 procent.

## Wielożeństwo
W czasie rządów nazistowskich w Niemczech Martin Bormann i Heinrich Himmler podjęli wysiłki, które miały doprowadzić do wprowadzenia nowego prawa odnośnie do małżeństw poligynicznych Głównym argumentem przemawiającym za nowym prawem była liczba żołnierzy niemieckich poległa na froncie. Skutkiem tego, jak szacowano, 3 do 4 milionów kobiet będzie musiała pozostać niezamężna. Aby umożliwić tym kobietom urodzenie dzieci planowano wprowadzenie procedury aplikacyjnej, na drodze to której wybierano by odpowiednich mężczyzn (odznaczonych bohaterów wojennych) pozwalając im na zawarcie związku małżeńskiego z kolejną kobietą. Jednocześnie pierwsza z żon miała, w takim poligynicznym małżeństwie, pozostać uprzywilejowana. Adolf Hitler grzmiał: Najwięksi wojownicy zasługują na najpiękniejsze kobiety (...) Jeśli niemiecki mężczyzna jest w pełni gotowy by umrzeć jako żołnierz, musi też mieć swobodę do tego by kochać bezgranicznie, gdyż walka i miłość idą ze sobą w parze. Filister powinien być zadowolony jeśli cokolwiek dla niego pozostało.

## Związki pozamałżeńskie
Reżim przyznał wspaniałomyślność również niezamężnym matkom, wzywając samotne kobiety do podarowania państwu dziecka. Naczelny stróż moralności nie przyznał jednak niezamężnym kobietom prawa do więcej niż jednego dziecka. Niezamężne matki, które miały więcej niż jedno dziecko podlegały procedurze sterylizacji jako mniej wartościowe pod względem obyczajowym, moralnym i intelektualnym i były napiętnowane jako „elementy aspołeczne”.
Nieślubne związki w narodowosocjalistycznym państwie nie były jednak pożądane. Gdy władze służby zdrowia zabroniły jednemu z partnerów małżeństwa, a ci nie zamierzali się rozstać, naziści uważali tego rodzaju wspólnotę życiową za sposób omijania polityki rasowej i nie zamierzali tego tolerować. Jeśli nie dochodziło do dobrowolnego rozstania, które państwo gotowe było także wymusić, przenosząc do innego miasta jedną z zainteresowanych osób. Stronie uznanej za winną groziło od 1941 roku wywiezienie do obozu koncentracyjnego. W razie wątpliwości co do winy gestapo zabierało mężczyznę.

## Rozłąki i niewierność
Wojna wystawiła na szczególną próbę wiele par. Podczas długich rozstań kochankowie stawali się sobie obcy. W 1943 roku Służba Bezpieczeństwa SS z zatroskaniem donosiła, że zdaniem wielu kobiet zmniejsza się spoistość ich małżeństw i wzajemne zrozumienie w rodzinach. Wiele kobiet szukało pocieszenia w ramionach innego mężczyzny. Narodowosocjalistyczne państwo nie miało wyrozumiałości dla takich kobiet. Tylko mężczyznom wolno było zaspokajać swój popęd w domach publicznych lub u prostytutek. Narodowi socjaliści uważali, że cudzołożnice osłabiają morale walczącej armii. Zdaniem nazistów szczególnie niegodne było zadawanie się z jeńcami wojennymi i robotnikami przymusowymi. Takie pary oddawano pod sąd wojenny. Mężczyznę wieszano a kobietę skazywano przeważnie na grzywnę lub więzienie. Grzywna za błahe wykroczenie – na przykład taniec z polskim jeńcem wojennym była jeszcze niewysoka – 10 marek. Za poufałe stosunki z Francuzem kara wynosiła 800 marek. Ponadto kobiety były strzyżone do gołej skóry i pędzone przez miasto z zawieszoną na szyi tabliczką Łajdaczyłam się z Polakiem/Francuzem. Sądy jednak wymierzały w praktyce surowsze kary niż grzywna. Od 31 stycznia 1940 roku kobiety przyłapane na utrzymywaniu kontaktów z robotnikami przymusowymi internowano w obozach koncentracyjnych przez okres co najmniej roku.

## Zakaz małżeństw międzyrasowych
Podstawą głównych ograniczeń przy zawieraniu małżeństwa była zasada czystości krwi i rasy. Ustawa małżeńska 6 lipca 1938 roku w 4 paragrafie odsyła bezpośrednio do ustawy o ochronie krwi niemieckiej. Zakazano w ten sposób zawierania związków małżeńskich pomiędzy osobami krwi niemieckiej (albo pokrewnej) a osobami krwi obcej. Chodziło tu nie tylko o Żydów, lecz o wszelkie osoby uznane za obywateli rasy niższej.

## Przymusowe sterylizacje
Brunatne władze podzieliły swoich poddanych na dobrych i złych, na takich, których potomstwo jest pożądane, i takich, którym należy bezwarunkowo zabronić prokreacji. Liczba narodzin tych dobrych miała się zwiększać dzięki zwalczaniu antykoncepcji, dzięki kredytom dla małżeństw, zasiłkom rodzinnym na dzieci i ulgom podatkowym. Źli zostali wykluczeni z prokreacji przez zakazy zawierania małżeństw, przymusowe sterylizacje i morderstwa. Mając do dyspozycji ustawę o zapobieganiu prokreacji osób dziedzicznie chorych, narodowi socjaliści wprowadzili w 1933 roku przymusowe sterylizacje. W następnych dwóch latach pozbawili płodności około 30 tysięcy osób ze wszystkich warstw społecznych. W sumie (w upływie kolejnych lat) pozbawiono płodności ponad 400 tysięcy osób. Sterylizowane były w pierwszym rzędzie osoby chore psychicznie czy dotknięte ciężkim kalectwem, niewidomi, głusi, alkoholicy, gruźlicy, osoby ubezwłasnowolnione, chorzy na syfilis i tryper. Następnie osoby „upośledzone moralnie” bądź dotknięte „debilizmem” przy czym pojęcia te były bardzo nieostre i mógł pod nie podpaść każdy kto z racji społecznych wartościowań rozmijał się z dominującą ideologią czy choćby pochodził z niższych warstw społecznych – na przykład zarabiał na utrzymanie jako osoba niewykwalifikowana, słabo wykształcona albo pobierał zasiłki z publicznej opieki społecznej. Zubożałe rodziny, zdane na pomoc państwa, uchodziły w oczach nazistów za elementy „unikające pracy” i „aspołeczne”. Inwalidów wojennych uznawano za „notorycznych symulantów”. Do sterylizacji przeznaczano też Cyganów, Niemców pochodzenia żydowskiego, homoseksualistów, lesbijki i wszelkie „elementy aspołeczne”. Sterylizacją były zagrożone też osoby uznane jako „szczególnie niegospodarne i niesumienne oraz nieodpowiedzialne, które nie radziły sobie z prowadzeniem domu ani wychowywaniem dzieci na pożytecznych członków wspólnoty narodowej”. W istocie każdy, kto nie spełniał ról, norm i standardów zachowania, mógł być uznany za osobnika „ułomnego genetycznie”, a co za tym idzie „upośledzonego moralnie”.
Po podjęciu decyzji policja odstawiała wyznaczone osoby (bywało, że były to jeszcze dzieci) do szpitala, gdzie kobiety sterylizowano początkowo przez zmiażdżenie i podwiązanie jajowodów, a mężczyzn przez przerwanie nasieniowodu (eksperymentowano na ludziach także z innymi metodami – w tym z naświetlaniem promieniami rentgenowskimi i ze środkami chemicznymi). Unikający zabiegu osadzani byli w zakładzie zamkniętym na 6 tygodni. Osoby wysterylizowane ustawowo były zobowiązane do zachowania milczenia. Choć wysterylizowano mniej więcej tyle samo kobiet i mężczyzn to jednak kobiety zwykle bardziej cierpiały z tego powodu – uchodziły za niezdatne do małżeństwa i zgodnie z ustawami norymberskimi nie mogły poślubić zdolnego do prokreacji „aryjskiego” mężczyzny. Zatrudniane były zwykle na niepopłatnych stanowiskach, po 1935 roku zamknęła się przed nimi droga do awansu, przez małżeństwo, na panie domu i żony. Część osób poddanych zabiegowi umarła z uwagi na powikłania, niektórzy popełnili samobójstwa. Wiele z osób poddanych sterylizacji przez całe życie czuło się niezdolnych do zawarcia małżeństwa. Dla innych konsekwencją przymusowej sterylizacji był rozpad małżeństwa.
Jak podkreślały władze zabiegi te nie były karą dla osób nią dotkniętych, lecz wyłącznie środkiem, jaki należy przedsięwziąć dla ich dobra oraz dla dobra niemieckiej wspólnoty narodowej. W Republice Federalnej Niemiec do lat 90. XX wieku nie uważano nazistowskich wyroków skazujących na sterylizację za bezprawne.